# Coelogyne floresensis
Coelogyne floresensis är en orkidéart som beskrevs av Elis.George och J.-c.George. Coelogyne floresensis ingår i släktet Coelogyne, och familjen orkidéer. Inga underarter finns listade i Catalogue of Life.